# Mamita Yunai
Mamita Yunai es la primera novela del escritor costarricense Carlos Luis Fallas,  Calufa. Fallas terminó de escribirla en noviembre de 1940 y la publicó al año siguiente en la editorial Soley y Valverde, en la ciudad de San José. Durante ese año también fue difundida en el semanario Trabajo, órgano oficial del Partido Comunista Costarricense, al que Fallas pertenecía. El texto no volvió a ser editado en Costa Rica hasta mucho tiempo después. Mamita Yunai pasó inadvertida durante años, hasta que, según Fallas, "el soplo poderoso del gran poeta Pablo Neruda le echó a correr por el mundo". Chile fue el primer país latinoamericano que reeditó la novela, que apareció en la editorial Nascimento, en 1949.
La narración es parcialmente autobiográfica pues, durante su juventud, Fallas trabajó como liniero para United Fruit Company en la provincia de Limón. Se trata de una denuncia de las injusticias sociales y las condiciones miserables en las que vivían los trabajadores de la transnacional estadounidense. La novela está considerada como la obra más importante de Carlos Luis Fallas y es un clásico de la literatura de Costa Rica. Ha sido traducida al chino, italiano, ruso, alemán e inglés, entre otros, y aún se la sigue reeditando en diversos países.

## Argumento
El protagonista y narrador es José Francisco Sibaja, Sibajita, un activista del Bloque de Obreros y Campesinos, y la novela comienza cuando este, enviado por su partido, viaja de Limón a Talamanca para controlar una votación que se sabe será fraudulenta. Es un viaje a una zona poblada de indígenas, donde casi no se habla español. Esta primera parte, titulada Politiquería en el Tisingal de la leyenda, relata las vicisitudes por las que pasa Sibajita para encontrar la mesa electoral y llegar hasta ella, pese a los obstáculos que le ponen las autoridades locales. El activista comprende su impotencia y trata al menos de lograr disminuir sustancialmente la envergadura del fraude, cosa que consigue después de negociar, primero a través del agente de policía Leví Montealegre, con el representante gubernamental, don Ramón Soto, comandante y jefe del Resguardo de Sixaola. En el camino de regreso, Leví le cuenta sobre el asesinato de Meléndez, amigo y correligionario de Sibajita, y de cómo capturó al que lo cometió. En esta primera parte, el autor describe la pobreza y el engaño en que viven los indígenas de Talamanca.
De transición a la denuncia de los abusos que sufren los que trabajan en las plantaciones del litoral caribeño y de la miseria en que habitan —el subtítulo de la novela es precisamente El infierno de las bananeras—, sirve el relato de Leví sobre la captura Eulogio Ramírez, trabajador de una finca en Home-Creek, que mató al gringo Mr. Reed, el administrador, por haber tratado de violar a su esposa. 

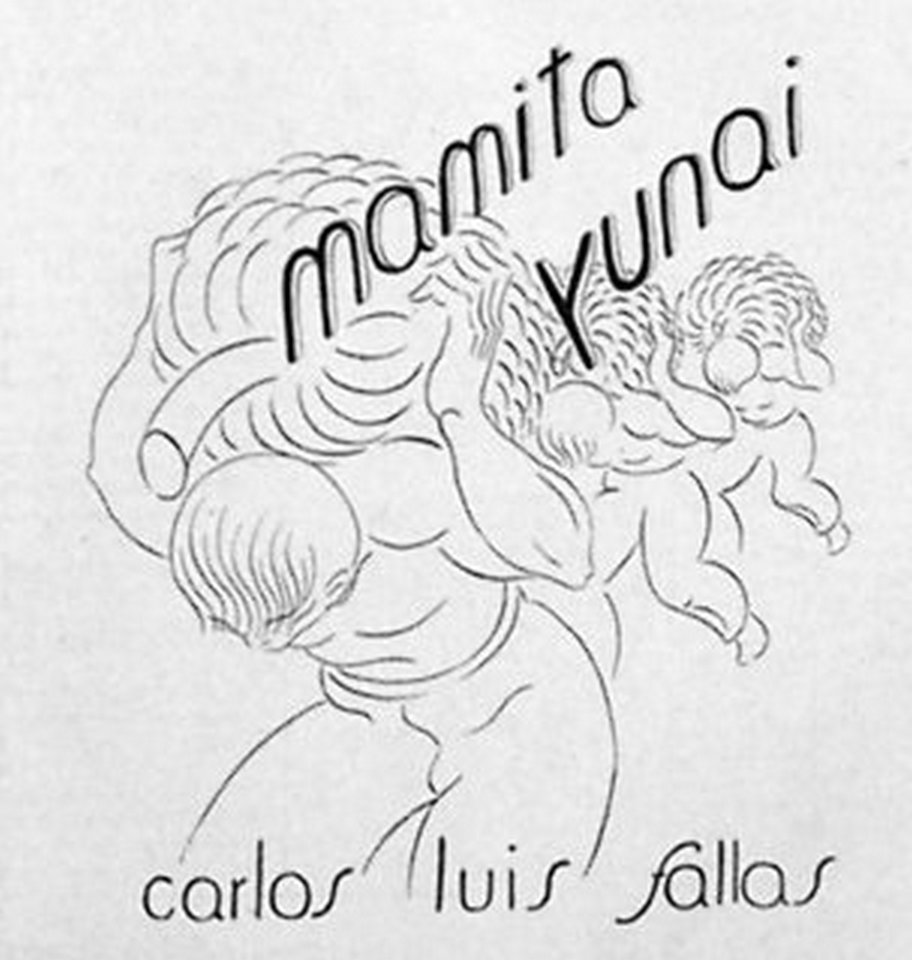
Dibujo publicitario en el semanario comunista Trabajo, 1941

La segunda parte, titulada A la sombra del banano, es el relato del infierno de las plantaciones. Para ello utiliza el encuentro casual, en la finca donde se queda a dormir, con un gran amigo suyo, Herminio, de los tiempos en que trabajaba como liniero y comienza a recordar aquella época. Es su vida de hace 14 años, cuando con Herminio y Calero, que moriría aplastado por un árbol, doblaban sus espinas trabajando en Andrómeda para la Yunai. Esa parte termina con el arresto de Herminio, después de que este hiriera a machetazos a Bertolazzi, un ingeniero al servicio de la compañía y quien era culpable de que hubieran echado a los tres amigos después de estafarlos y no pagarles por unos trabajos que habían hecho.
La tercera parte, de solo unas pocas páginas, es la explicación de Sibajita de por qué no pudo ir inmediatamente a visitar a la cárcel a Herminio (y cuando fue, el preso ya había sido trasladado) y de su trabajo actual de activista político. 
El retrato que hace Fallas, propio de un etnógrafo, se da "en el marco de un mundo opresivo, decadente y deprimido dominado por una United Fruit Co., en proceso de abandono" de la zona de Limón y de traslado a la del Pacífico sur del país.
A partir de la edición hecha en México en 1957, Fallas le agregó, "a manera de cuarta parte", el discurso que pronunció el 18 de septiembre de 1955 en la asamblea de solidaridad con los huelguistas de Puerto González Víquez celebrada en San José, en la que relata su experiencia como líder de la famosa huelga bananera de 1934. La razón de esta adenda es que, según los planes de Fallas, debería haber escrito un segundo tomo, otra novela cuyo argumento central fuera esa histórica huelga, y "tratando de suplir de algún modo la falta de ese necesario segundo tomo", hizo incluir al final de Mamita Yunai el discurso pronunciado dos años antes.
"Es un viaje a un lugar en el cual los mitos de la Costa Rica liberal aparecen en forma invertida: allí ni hay Estado educador, ni nación homogénea, ni mucho menos una centenaria democracia ejemplar. El viajero es un costarricense del Valle Central. Según su propia definición, es una persona de raza blanca y –dato muy importante– que no habla inglés y menos aún ninguna lengua indígena de Talamanca", ha explicado Víctor Hugo Acuña Ortega, de la Universidad de Costa Rica.
El poeta chileno Pablo Neruda, premio Nobel de Literatura, contribuyó a la divulgación de la obra de Fallas y a la fama de la novela al dedicar un poema a Calero, trabajador del banano, uno de los personajes de Mamita Yunai, en su Canto general: "No te conozco. En las páginas de Fallas leí tu vida, / gigante oscuro, niño golpeado, harapiento y errante. / De aquellas páginas vuelan tu risa y las canciones, / entre los bananeros, en el barro sombrío, la lluvia y el sudor. / Qué vida la de los nuestros, qué alegrías segadas, / qué fuerzas destruidas por la comida innoble, / qué cantos derribados por la vivienda rota, / qué poderes del hombre deshechos por el hombre! / Pero cambiaremos la tierra. No irá tu sombra alegre / de charco en charco hacia la muerte desnuda. / Cambiaremos, uniendo tu mano con la mía, / la noche que te cubre con su bóveda verde. / (Las manos de los muertos que cayeron / con estas y otras manos que construyen / están selladas, como las alturas andinas / con la profundidad de su hierro enterrado.) / Cambiaremos la vida para que tu linaje / sobreviva y construya su luz organizada".

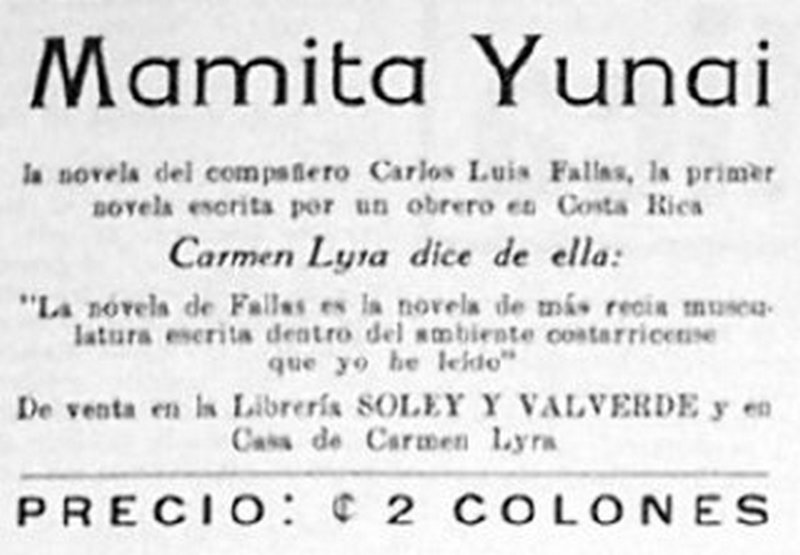
Publicidad de la novela, aparecida en Trabajo, 1941

El mismo Fallas reconoció, en el prólogo a la edición cubana de 1966: “Escribí este libro, sin ser escritor, fundamentalmente para llenar una necesidad revolucionaria”, y allí explica que “con Mamita Yunai pretendíamos exponer ante los ojos de nuestro pueblo la verdad, solo la verdad, terrible, vivida por el autor en las entrañas del monstruo verde; denunciar de paso, una vez más, y hasta con humor, la vergonzosa farsa 'democrática' electoral costarricense, y de paso también gritar la tragedia de los abandonados indios de Talamanca”.

## Personajes
Los personajes principales de la novela son el narrador, José Sibaja; los amigos con los que trabajó en Andrómeda, particularmente Herminio y Calero, así como Leví Montealegre, el agente de policía. Este último es el único representante de los explotadores que no es esquemático y que está bien retratado, en toda su complejidad. Aunque abusador y corrupto, trata de cumplir su función de policía, es un excelente narrador de historias e incluso se presta a hacer de intermediario en las elecciones planteando a don Ramón la propuesta de compromiso de Sibajita.
Personajes principales: 
- Jose Francisco Sibaja: es el que narra la obra completa y denuncia por lo que pasan todos los trabajadores para poder ganar un poco de dinero y así poder sobrevivir aunque sea soportando las injusticias.
- Herminio: Hombre alegre, fuerte viudo, primo de Calero, lo llevan preso a San Lucas. Uno de los personajes que acompaña a Sibajita en todos los trabajos que tiene que hacer; era el que mejor cocinaba de los tres; es encarcelado por injusticias y  pierde amores por enfermedades.
- Calero: Joven alegre, mal hablado, ingenuo,  muy trabajador y de buenos sentimientos, sueña con regresar a su pueblo natal. Muere aplastado por un árbol que le corta la mitad del cuerpo. Cantaba una canción muy sombría sobre un barco que todos los personajes al recordarla lo recuerdan inmediatamente a él: “Conozco un mar horrible y tenebroso / Donde los barcos del placer no llegan; / Solo una nave va, sin rumbo fijo / Es una nave misteriosa y negra. / ¿Quiénes van ahí, qué barco es ese, / Sin piloto, sin brújula y sin vela? / Pregunté una vez y el mar me dijo: / Son los desheredados de la tierra, /Son los hermanos que sin pan ni abrigo / Van a morir entre mis ondas negras."

Secundarios: 
- Levi Montealegre: Hombre malicioso, corrupto y abusador; jefe policial, servidor incondicional de los gringos.
- Cabo de Pala: joven nicaragüense, alto, blanco, contrataba y ayudaba a los peones.
- Meléndez: hombre que le gustaba leer y que al morírsele la mujer cae en una depresión y entonces al Chiricano se le presenta la oportunidad de matarlo.
- Chiricano: brujo que mata a Meléndez y que huyó de la policía.
- Badilla: un ladillo que lo único que quería era regresar a Heredia para llamar la atención de las muchachas con la gran plata que llevaba.
- Bertolazzi: Ingeniero italiano que trabajaba para la compañía, coronel cruel que aborrecía a los negros.

Ocasionales
- Don Ramón, Jorge, Pastora